# Землетрясение к северу от Баннинга (2010)
Землетрясение к северу от Баннинга (2010) магнитудой 4,3 произошло 12 января 2010 года в 02:36:08 (UTC) в Калифорнии (США), в 4 км к северу от города Баннинг. Гипоцентр землетрясения располагался на глубине 8,8 километров. Кроме Баннинга землетрясение ощущалось в Корона-дель-Мар, Анджелус Окс, Анза и других населённых пунктах штата Калифорния.
Сообщений о жертвах и разрушениях не поступало.

## Тектонические условия региона
Город Баннинг окружён с севера горами Сан-Бернардино и горами Сан-Хасинто с юга. Большая часть территории города расположена в узкой долине, известной как перевал Сан-Горгонио. Перевал простирается с востока на запад от долины Коачелья и соединяется с равниной Бомонт и хребтом Бэдлендс Сан-Тимотео, расположенными дальше на запад. Его самая высокая точка расположена на высоте около 792,5 метров над уровнем моря, и находится около Бомонта. Вдоль каньонов гор Сан-Бернардино протекает ряд крупных ручьев и множество других небольших ручьев и притоков, в том числе река Сан-Горгонио, протекающая через каньон Баннинг.
Геологические и климатические процессы оказывали влияние на район Баннинга в течение нескольких миллионов лет. Город Баннинг расположен на стыке двух различных геоморфологических и геологических зон. Город расположен на границе двух больших тектонических плит — Северо-Американской и Тихоокеанской. По этой же границе проходит разлом Сан-Андреас, известный своей сейсмичностью. Таким образом, Баннинг расположен в двух геоморфологических провинциях, каждая из которых имеет свои уникальные физические характеристики. Это провинция Трансверс-Рейндж, которая охватывает большую часть территории города, и провинция Пенинсулар-Рейндж, на южной окраине города. Перевал Сан-Горгонио представляет собой границу между ними. Он был создан тектоническими силами и представляет собой долину, заполненную толстыми аллювиальными отложениями.